# بیا، اوه ماه
بیا، اوه ماه 
(به تلوگویی: Ravoyi Chandamama) و (به انگلیسی: Come On, Oh Moon) فیلمی هندی محصول سال ۱۹۹۹ و به کارگردانی جایانات سی پارانجی است. در این فیلم بازیگرانی همچون آکینی ناگرجونا، جاگاپاتی ببو، آنجلا زواری، کیرتی ردی و آیشواریا رای ایفای نقش کرده‌اند.